# Ellersleben
Ellersleben är en ortsteil i kommunen Buttstädt i Landkreis Sömmerda i förbundslandet Thüringen i Tyskland. Ellersleben var en kommun fram till den 1 januari 2019 när den uppgick i Buttstädt. Ellersleben hade 253 invånare 2018.